# Delias narses
Delias narses é uma borboleta da família Pieridae. Foi descrita por Karl Borromaeus Maria Josef Heller em 1896. É endémica para a Nova Bretanha e a Nova Irlanda.